# Johan Gustaf Sandberg
Johan Gustaf Sandberg, född 13 maj 1782 i Stockholm, död 27 juni 1854 i Stockholm, var en svensk historiemålare, porträttmålare, tecknare och professor i teckning vid Konstakademien från 1828, och direktör där 1845–1853.
Sandberg ägnade sig främst åt historiemåleri med motiv ur nordisk mytologi och svensk historia. Hans främsta verk inom detta område är kalkmålningarna över Gustav Vasa i Uppsala domkyrka. Han utförde också en mängd porträtt.

## Biografi
Sandberg var son till snickaren och den kunglige lakejen Anders Sandberg och Catharina Maria Högberg och från 1824 gift med pianisten Sofia Dorothea Kökeritz. Sandberg blev 12 år gammal elev i Konstakademiens principskola 1794 och flyttades 1801 upp till antikskolan, samtidigt studerade han musik och klaverspelning för Abbé Vogler och tjänade pengar genom att ge lektioner i teckning och musik. Han arbetade dessutom på Kungliga teaterns dekorationsmålarverkstad under dekorationsmålaren Johan Gottlob Brusell. Under sin studietid var han en av akademis flitigaste elever och tilldelades en jetong 1798, diplom 1801, andra medaljen i antikskolan 1806, högsta utmärkelsen i naturskolan 1807 och 1808 samt guldmedaljen för prisämnet Karl XII och hans sekreterare i Stralsund 1809. Han blev agré vid akademien 1810. Han sökte 1805 tjänsten som ritmästare vid Lunds universitet och uppgav då i sin ansökan att han under flera år undervisat i ritning och musik.  
Undervisning vid akademin befann sig i början av 1800 i en nedgångsperiod och för att ersätta den torftiga utbildning bildade Sandberg tillsammans med Bengt Erland Fogelberg och Carl Fredric von Breda Sällskapet för konststudium 1814 där bland annat Pehr Henrik Ling föreläste Öfver de nordiska myternas användande i skön konst och Lorenzo Hammarsköld presenterade sitt Utkast till de bilande konsternas historia. Sällskapet startade även en privat ateljéskola där man kunde teckna och måla efter naken modell, något som vid den tidpunkten inte förekom vid akademien. Oppositionen mot akademien ledde till att det nybildade Götiska förbundet 1817 genomförde en konstutställning där Sandberg  medverkade med sin skiss till Valkyriorna en målning som senare räknas till ett av hans främsta verk. Han valdes in som medlem i Götiska förbundet 1822 som medlem 82 och antog medlemsnamnet Widar.
Tvisten med akademin lade sig snart då några egentliga motsättningar ej fanns och på kronprinsens tillstyrkan valdes Sandberg in som ledamot 1821 och två år senare utsågs han till vice professor för att slutligen bli ordinarie professor i teckning 1828. Däremot hade han aldrig tillfälle att göra den för äldre tiders konstnärer obligatoriska studieresan till södern utan var hela sitt liv bosatt i Stockholm där han levde ett borgerligt och stillsamt liv med enstaka avbrott för studieresor till Köpenhamn och de svenska landskapen.
Sandberg ställde ut på akademien första gången 1803 där hans verk idag endast är kända till namnen. Vid akademins utställning 1811 fick han en viss framgång med kritteckningen Karl Johan vid en truppmönstring som köptes av kronprinsen. Detta motiv kom att återkomma i flera av hans senare målningar. Vid Götiska förbundets andra utställning 1818 ställde han ut målningen Truppdefilé och kom med den målningen att anses som en erkänd och aktad målare. Efter Bredas död 1818 övertar han dennes roll som porträttmålare för den högre societeten. Till en början målar han porträtten i Bredas romantiska stil innan han slutligen finner en egen stil. 
Sandberg fick tidigt kontakt med greve Gustaf Trolle-Bonde på Säfstaholms slott som 1820 köpte verket Valkyriorna i olja. Trolle-Bonde beställde därefter ett flertal verk av Sandberg bland annat folklivsskildringarna Vingåkersgosse och Vingåkersflicka 1822, Midsommardans på Säfstaholm och Bröllop och begrafning i Vingåker 1825. Med dessa målningar fortsatte han traditionen från Pehr Hilleströms gustavianska folklivsskildringar men med en tydligare etnologisk inriktning. För baron Ridderstolpe utförde han 1825–1828 den stora paradmålningen Allmogen kring Gustaf Wasas staty som numera exponeras vid Stockholms högskola. 
Tillsammans med Christian Forssell reste han 1818 på en studieresa till Skåne där de båda bedrev fältstudier för det gemensamma utgivna praktverket Ett år i Sverige. Taflor av svenska almogens klädedrägt 1827-1835 där Sandberg utförde teckningarna som graverades under Christian Didrik Forssells ledning och texten skrevs av Anders Abraham Grafström. Färggravyrerna i verket är i några enstaka fall teckningar utförda av Forssell men merparten är Sandbergs arbeten. Skåneresan följdes av resor till Dalarna, Lappland, Vingåker och Blekinge där man vid framställandet av ett flertal planscher har arbetat med en vetenskaplig noggrannhet. Sandbergs bevarade skissbok vid Nordiska museet visar upp en rad detaljstudier av smycken och folkdräkter.       
1820 beställde brukspatronen Holterman en målning ur Gustav II Adolfs historia och två år senare var han klar med den stora bataljmålningen Gustaf Adolf vid Stuhm därmed var hans ställning som historiemålare säkrad och han anmodades 1827 lämna ett förslag på en al secco dekoration som skulle skildra Gustav Vasas historia i det Gustavianska gravkoret i Uppsala domkyrka. Som utgångspunkt för monumentalmålningen hade han kretsen kring Erik Gustaf Geijer, domkyrkosysslomanen Johan Börjesson som främsta initiativtagare men även prästen Wilhelm Gumælius och Malla Silfverstolpe deltog i planeringen av verkets tillkomst. Förebilder till denna monumentalmålning fanns hos de tyska nazarénerna och Per Daniel Amadeus Atterbom rapporterade om Friedrich Overbecks monumentalmåleri i Rom. På uppdrag reste Geijer till Bonn för att studera den nya universitetssalen som blivit dekorerad av elever till Peter von Cornelius. Sandberg som saknade erfarenhet av monumentalmålning fick nödvändiga tekniska anvisningar via brev från Bengt Erland Fogelberg som befann sig i Rom och han fick ytterligare information om freskotekniken av Cornelius samt studerade de anvisningar Cennino Cenninis och Andrea Pozzos lämnat efter sig. Han var teoretiskt väl förberedd för uppgiften när Kungen 1831 fastställde hans förslag av gravkorets dekoration. Målningen utfördes 1833-1838 och upptar i den ordning de tillkom de sju scenerna, Avskedet från ständerna, Intåget i Stockholm, Episoden i Rankhyttan, Slaget vid Brännkyrka, Vid Mora stenar, Inför rådet i Lübeck och Mottagandet av bibelöversättningen. Som medhjälpare anlitade han den finländske målaren Robert Wilhelm Ekman som varit elev vid Sandbergs ateljé. De dekorativa inramningarna runt målningarna skissades fram av Axel Nyström som gav väggarna runt målningarna en rik dekor i renässanskaraktär med stiliserad beslags och bandornamentik. I samband med målningens tillkomst utförde Johan Way några glasmålningar för koret. Trots sin ringa erfarenhet i al secco lyckades Sandberg oväntat väl även om målningarna har mörknat något och på sina håll flagnat. Färgen var pastost pålagd vilket ger ett sken av oljemåleri och motiven är plastiskt modellerade genom ett skarpt sidoljus. Inför utförandet studerade Sandberg på olika museer och samlingar renässansens dräktskick, vapen och inredningskonst för att slutresultatet skulle bli historiskt korrekt. Resultatet för hans egen del blev ett flertal skissböcker med 1500-tals föremål som kom till användning i senare stafflimålningar med motiv ur Gustav Vasas historia. Vid premiärvisningen mottogs hans arbete med en viss reserverad respekt bland annat skrev Fredrika Bremer att målningarna är Vackra men de flesta icke djupt tänkta. Bland de stafflimålningar som Sandberg utförde efter monumentalmålningen köpte den nybildade Stockholms konstförening oljemålningen Gustav Vasa vid Rankhyttan 1835. Målningen är en kopia av Uppsalafresken och ett litografi av verket framställdes som delades ut i samband med föreningens medlemsblad. Bland Sandbergs övriga kalkmålningar märks ett porträtt av tonsättaren Johann Christian Friedrich Haeffner som han utförde på Musikaliska akademien 1832.  
För Vetlanda kyrka målade han 1816 altartavlan Kristus i Getsemane som följdes av Den törnekrönte för Nättraby kyrka och under 1830-talet utförde han sitt största kyrkliga arbete med altartavlan Golgatavandringen för Skeppsholmskyrkan han utförde även en altarmålning till Vasa kyrka i Finland.   
Sin största konstnärliga insats gjorde han dock som porträttör även om han själv såg sig som en historiemålare och ansåg att porträttkonsten var av lägre rang. Han var under 1820- och 1930-talen landets mest anlitade porträttör. Bland de konstnärligt noterbara porträtten märks det över den sängliggande Samuel Ödmann från 1830 som finns på Smålands nation i Uppsala, gruppbilden av Olof Wallin, Frans Michael Franzén, Jöns Jacob Berzelius, Erik Gustaf Geijer och Esaias Tegner som tidigare fanns på Gripsholm samt självporträttet från 1815 där han tagit med oppositionskamraterna Breda och Fogelberg. Efter många års förberedelser utförde Sandberg det praktfulla porträttverket Galleri af utmärkta svenska lärde, vetenskapsidkare och konstnärer, som han utgav 1835–1842 där 100 porträtt litograferades av Johan Cardon. Verket innehåller litografier efter Sandbergs mest kända porträtt samt målade kopior av äldre porträtt.
Han var en av initiativtagarna till bildandet av Konstföreningen i Stockholm 1832 och var skattmästare i föreningen 1832–1836. Föreningen kom att lämna betydelsefulla bidrag till många unga blivande konstnärerna och Sandberg som satt i bidragskometen blev ibland hårt kritiserad av bland andra Carl Johan Sjöstrand för sina val. Sandberg var under hela sitt liv starkt intresserad av konstpolitiska och konstpedagogiska frågor men när han 1845 valdes till akademins direktör fanns inte krafterna kvar för att genomdriva det nödvändiga reformarbetet för att modernisera akademin och dess undervisning. Fredrik Wilhelm Scholander som var elev vid akademien under 1830-talet ansåg att Sandberg var den ende som uppehöll läroverket under dess skymningsår. Under de sista åren av hans liv var krafterna genom ålderdom och sjuklighet starkt nedsatt och hans produktion fick en ringa omfattning samtidigt blev det historiska måleriet förlegat. Han beklagade sig över att han inte fått möjligheten att teckna efter naturen och han uppmanade ständigt sina elever vid akademien att bedriva naturstudier.    
Hans konst är i utpräglad form litterär och förutom de båda egna verken illustrerade han andra upplagan av Frithjofs saga och vinjetter för Geijer-Afzelius Svenska folkvisor samt det egna konstpedagogiska verket Första grunderna uti tecknings konsten 1839. 
Sandberg är representerad vid Nationalmuseum i Stockholm, Norrköpings konstmuseum, Uppsala universitet, Gripsholmssamlingen, Skoklosters slott, Göteborgs konstmuseum, Nordiska museet, Kungliga biblioteket. Konstakademien och Kulturhistoriska museet i Lund.

## Galleri

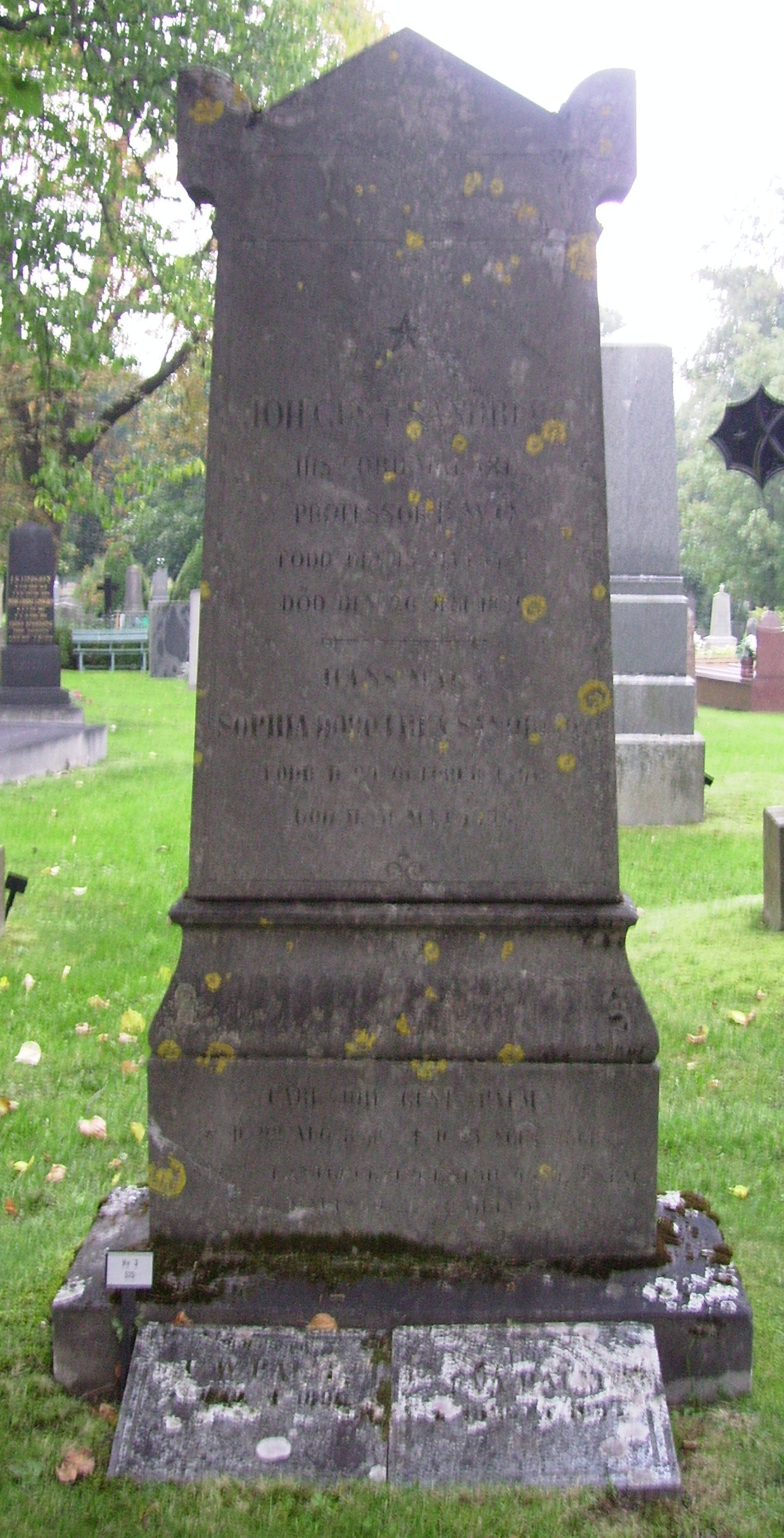
Johan Gustaf Sandbergs gravvård på Norra begravningsplatsen i Solna kommun.
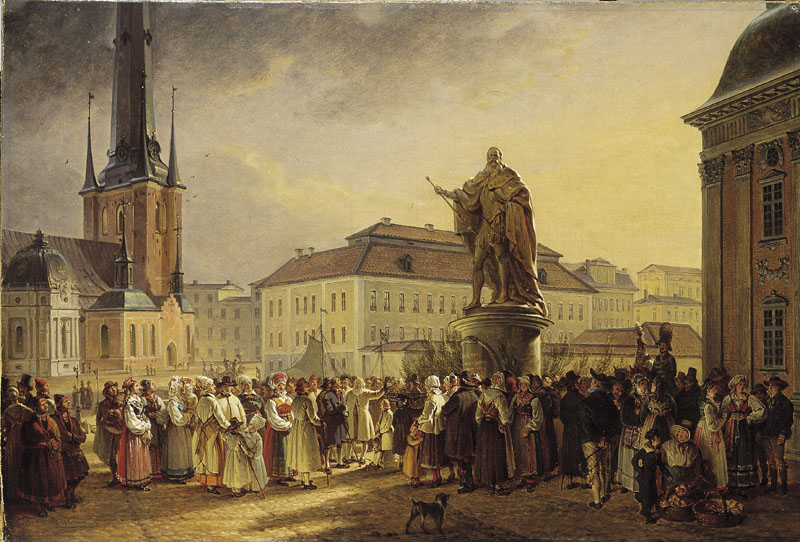
Svensk allmoge kring Gustav I:s stod (1829)
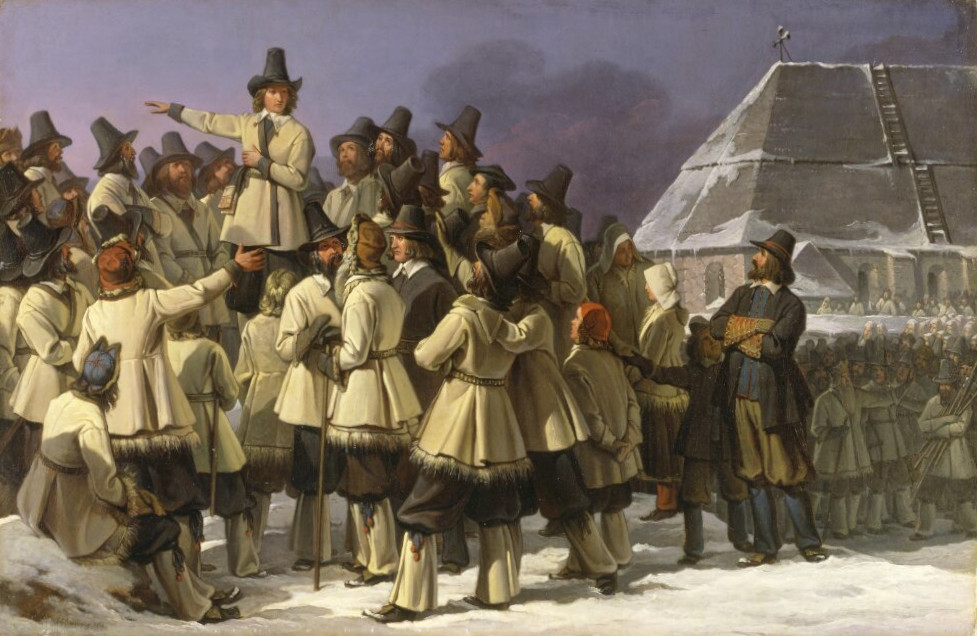
Gustav Vasa talar till dalkarlarna i Mora (1836).
Porträtt av Frans Michael Franzén (1823)
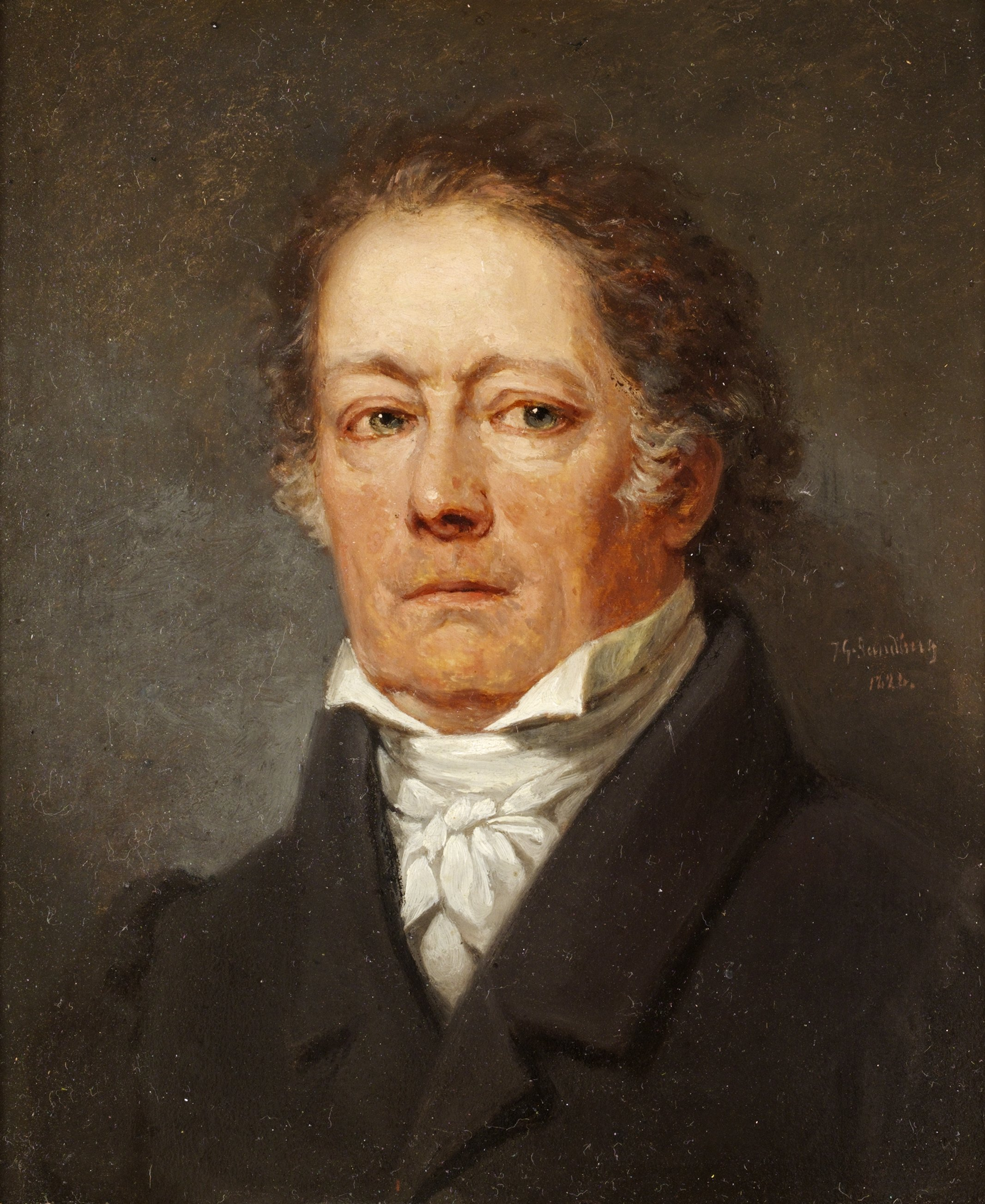
Porträtt av greve Fredrik Bogislaus von Schwerin  (1826).
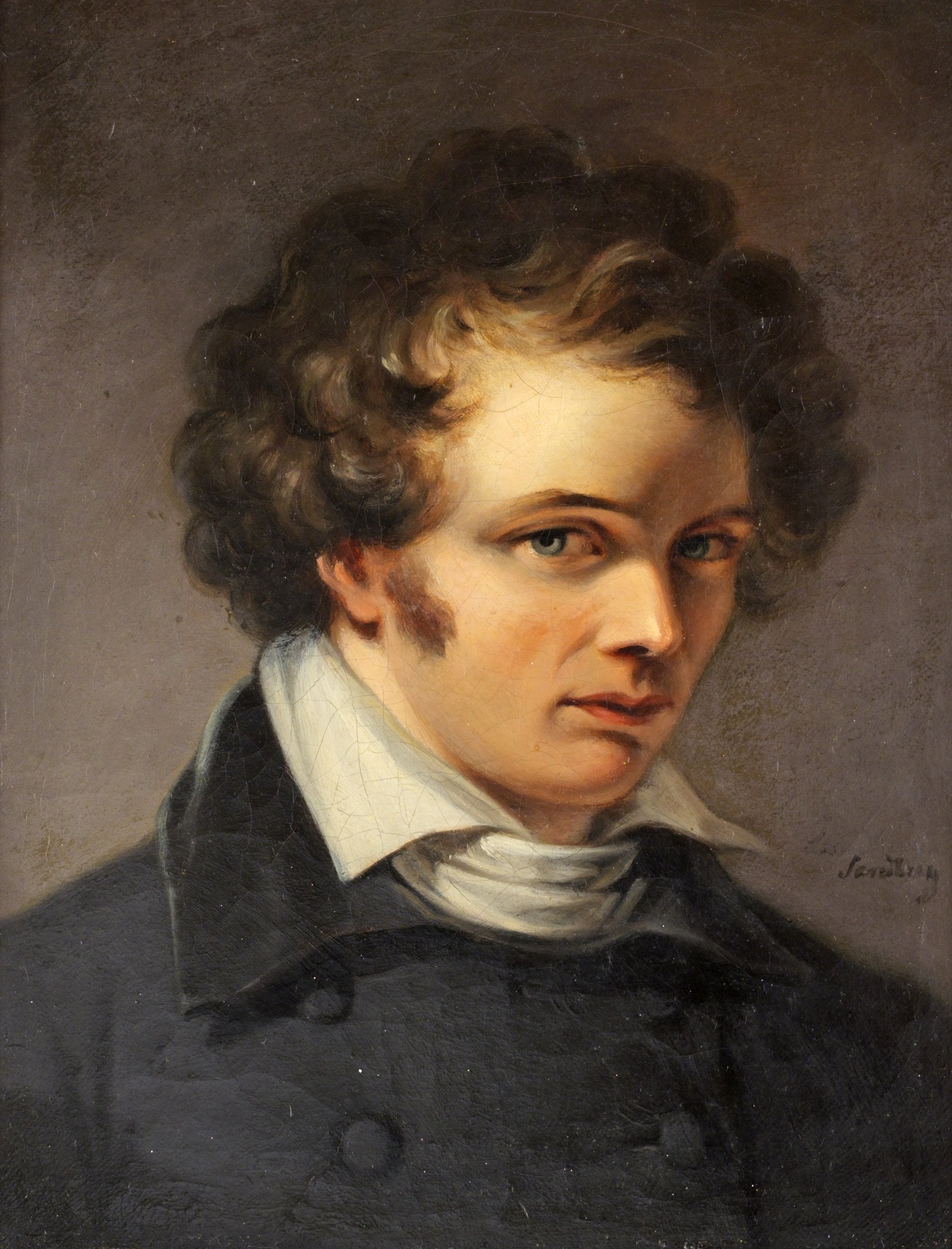
Porträtt av skulptören Bengt Erland Fogelberg.
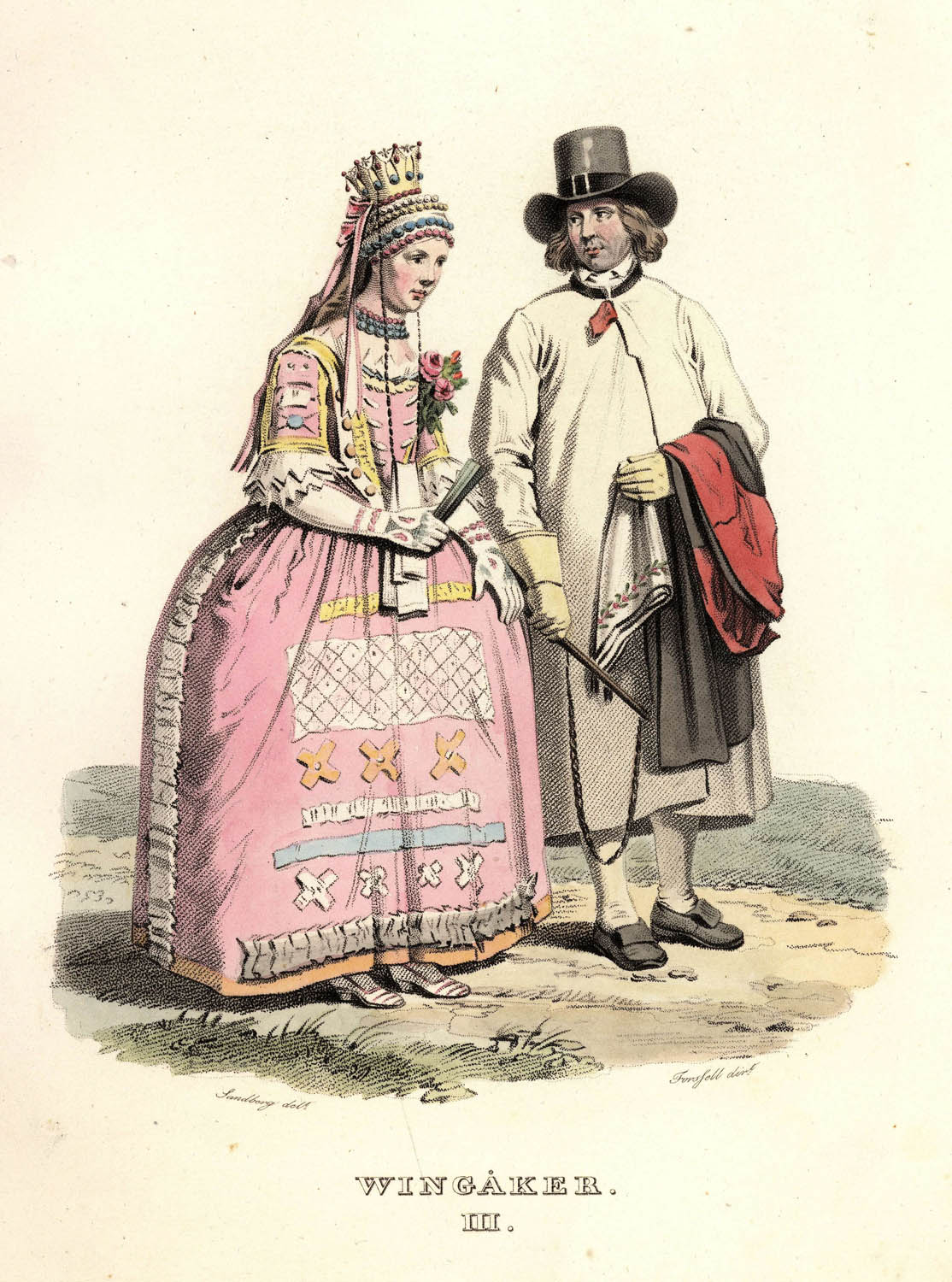
Par i Vingåkersdräkt, ur planschverket "Ett år i Sverige".
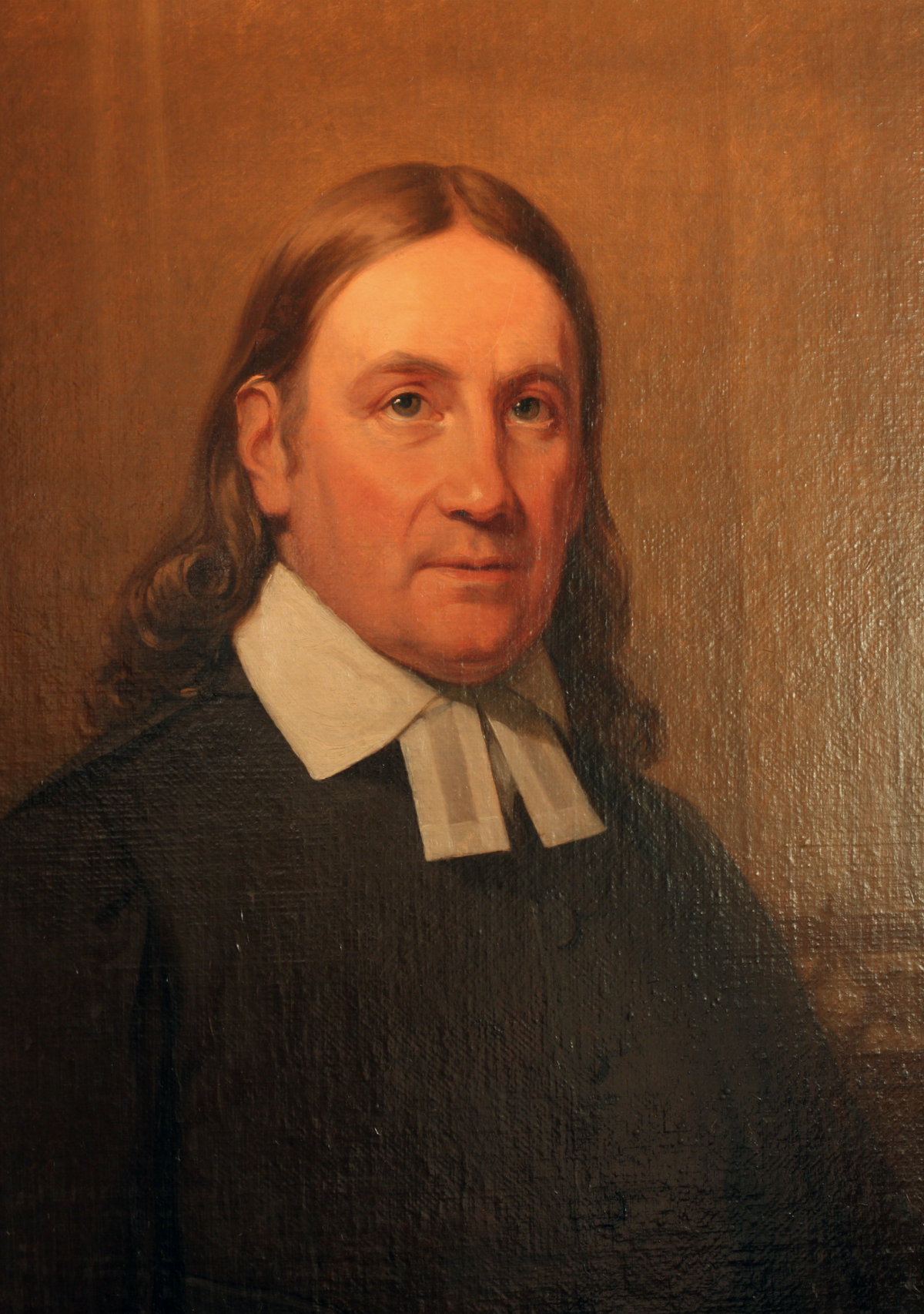
Porträtt av Sven Lidman
Grupporträtt av Johan Olof Wallin, Frans Michael Franzén, Jöns Jakob Berzelius, Erik Gustaf Geijer och Esaias Tegnér.

## Verk (urval)
- Diana och Endymion, 1808
- Karl XII och hans sekreterare i Stralsund, 1809
- Uppståndelsen, 1810
- Den helige Nikolaus räddar ett skepp ur sjönöd, 1811
- Defilering på Ladugårdsgärdet, 1811
- Valkyrior rida till striden, 1818, Nationalmuseum
- Revy på Ladugårdsgärdet, 1818, Drottningholm
- Gustaf Adolf vid Stuhm, 1822
- Gustaf II Adolfs frieri, 1824
- Katarina Jagellonica visar sin vigselring för jöran Persson, 1824
- Gustaf Vasa i Sven Elofsons stuga
- Gustaf Vasas avsked från ständerna
- Österåkersgosse (även kallad Vingåkersgosse), Nationalmuseum, deponerad på Säfstaholms slott
- Vingåkerskulla, 1822, Nationalmuseum
- Midsommardans, 1825
- På kyrkbacken i Vingåker, 1825
- Akademins modellskola under en lektion, 1820-talet, Uppsala universitet
- freskomålningarna i Gustavianska gravkoret i Uppsala domkyrka, 1831-1838
- Jesus bär sitt kors, 1840, Skeppsholmskyrkan, altartavla
- Getsemane, 1849, Järrestads kyrka, altartavla
- Bröllop och begrafning i Vestra Vingåker, 1825, Säfstaholms slott (inköpt av Vingåkers kommun med medel från ortens företagare m.m.)